# Iman Mohammadi
Iman Mohammadi (pers. ایمان محمدی; ur. 3 września 2002) – irański zapaśnik w stylu klasycznym. Zajął ósme miejsce na mistrzostwach świata w 2024 roku.
Złoty medalista mistrzostw Azji w 2023; brązowy w 2022 i 2024. Pierwszy w Pucharze Świata w 2022. Pierwszy na MŚ U-23 w 2022. Wygrał MŚ juniorów w 2022 i zajął trzecie miejsce w 2021. Mistrz Azji juniorów w 2022 roku.